# Rauno Kallia
Rauno Gustaf Ilmari Kallia (né Hallstén le 28 juin 1901 à Helsinki et mort le 10 octobre 1948 à Helsinki) est un homme politique finlandais.

## Biographie
Les parents de Rauno Kallia sont le député Onni Hallstén et la députée Ilmi Lovisa Bergroth. 
Il entre à l'université en 1919 et obtient un baccalauréat en philosophie en 1923, ainsi qu'un diplôme supérieur en droit et un baccalauréat en droit en 1927. 
Rauno Kallia obtient le grade de juge suppléant en 1930. Il a également obtenu un diplôme d'officier de la Garde blanche en 1922 et fut plus tard assistant et commandant du commandant du régiment bleu du 1er bataillon de la Garde blanche du district d'Helsinki.
Rauno Kallia a travaillé comme avocat de 1927 à 1928, comme secrétaire du Comité de législation alimentaire de 1927 à 1932 et comme surveillant d'enfants de la ville d'Helsinki de 1929 à 1935. 
Il est maire par intérim d'Helsinki et procureur (Kaupunginviskaali) en 1934 et fonctionnaire de la Cour suprême de 1933 à 1937. 
Rauno Kallia est le rédacteur en chef du magazine Suomen heimo en 1928-1929 et du magazine Ajan Suunta du Mouvement patriotique (IKL) en 1935-1939. 
Dans le monde universitaire, Rauno Kallia a été délégué du syndicat étudiant de l'université d'Helsinki de 1935 à 1948 et, après les années de guerre, chambellan de la fondation de prêt étudiant de 1945 à 1948 et professeur supplémentaire de droit pénal à l'université d'Helsinki en 1946-1947.
Il est enterré au cimetière d'Hietaniemi.

## Carrière politique
Rauno Kallia a été député du Mouvement patriotique (IKL)  de 1939 à 1945, représentant la circonscription d'Uusimaa, et a été impliqué dans la politique municipale en tant que membre du conseil municipal d'Helsinki. Il épouse en 1928 Helvi Margareta Sakari.